# Championnat d'Islande de football 1925
Navigation
Saison précédente Saison suivante
La saison 1925 du championnat d'Islande de football était la 14e édition de la première division islandaise.
4 clubs participent au championnat. C'est le club de Fram Reykjavik qui remporte le 10e titre de champion d'Islande de son histoire.

## Les 4 clubs participants
- KR Reykjavik
- Fram Reykjavik
- Valur Reykjavik
- Vikingur Reykjavik

## Compétition

### Classement
Le barème de points servant à établir le classement se décompose ainsi :
- Victoire : 2 points
- Match nul : 1 point
- Défaite : 0 point

| Rang | Équipe               | Pts | J | G | N | P | Bp | Bc | Diff |
| ---- | -------------------- | --- | - | - | - | - | -- | -- | ---- |
| 1    | Fram Reykjavik       | 5   | 3 | 2 | 1 | 0 | 5  | 1  | +4   |
| 2    | Vikingur Reykjavik T | 4   | 3 | 1 | 2 | 0 | 5  | 4  | +1   |
| 3    | KR Reykjavik         | 3   | 3 | 1 | 1 | 1 | 6  | 3  | +3   |
| 4    | Valur Reykjavik      | 0   | 3 | 0 | 0 | 3 | 3  | 11 | -8   |

|  | Champion d'Islande 1925 |

### Matchs
Tous les matchs sont disputés au stade Melavöllur à Reykjavik.
| Résultats (▼dom., ►ext.)                                   | Fra | KR  | Val | Vik |
| Fram Reykjavik                                             |     | 2-1 | 3-0 | 0-0 |
| KR Reykjavik                                               |     |     | 4-0 | 1-1 |
| Valur Reykjavik                                            |     |     |     | 3-4 |
| Vikingur Reykjavik                                         |     |     |     |     |
| - Victoire à domicile - Match nul - Victoire à l'extérieur |     |     |     |     |

## Bilan de la saison
| Tableau d'Honneur                 |                |
| Compétition                       | Vainqueur      |
| Championnat d'Islande de football | Fram Reykjavik |